# Mikhaïl Fradkov
Mikhaïl Iefimòvitx Fradkov (en Rus: Михаи́л Ефи́мович Фрадко́в) (Kúibixev, 1 de setembre de 1950) és un polític rus, que exercí de Primer Ministre de Rússia entre 2004 i 2007, data en què va dimitir del càrrec.
Fradkov va néixer prop de la ciutat actualment coneguda com a Samara. Procedent d'una família jueva. Va estudiar en l'Institut de disseny en màquina-eina de Moscou, on es va graduar en l'any 1972; i també és llicenciat per l'Acadèmia de Comerç Exterior de la mateixa ciutat, on es va graduar en l'any 1981.
El 2001 es va convertir en el director de la Policia Federal d'Impostos, nomenat per Vladímir Putin, sent anteriorment vice-secretari del Consell de Seguretat. El 2003 fou escollit representant de Rússia davant la Unió Europea. L'1 de març de 2004 va ser nomenat per Putin el pròxim primer ministre, que va ser aprovat per la Duma el 5 d'aquell mateix mes.
El nomenament de Fradkov va ser una sorpresa per a Rússia en general, ja que mai es va mostrar part del cercle interior de Vladímir Putin.